# دومينيك ليون
دومينيك ليون (بالإنجليزية: Dominique Leone)‏ هو مغن مؤلف ومغني وملحن وكاتب أغاني أمريكي، ولد في 1973.

## وصلات خارجية
- الموقع الرسمي
- دومينيك ليون على موقع ميوزك برينز (الإنجليزية)
- دومينيك ليون على موقع أول ميوزيك (الإنجليزية)
- دومينيك ليون على موقع ديسكوغز (الإنجليزية)